# Geo Hering
Geo Hering (* 8. Mai 1903 in Zogenreuth, Oberpfalz; † 16. November 1970 in Kempten (Allgäu)) war ein deutscher Journalist und Schriftsteller.

## Werdegang
Hering entstammt einer alteingesessenen oberpfälzischen Bauernfamilie. Nach dem Abitur studierte er an der Universität München. Von 1930 bis 1935 war er Schriftleiter des Memminger Volksblatts, dann von 1937 bis 1945 des Allgäuer Tagblatts in Kempten. Ab 1947 war er Chefredakteur des Allgäuer Bauernblatts und ab 1952 der Zeitschrift Das schöne Allgäu.
Unter den Pseudonymen G. H. Zogenreuth und Georg Dorn veröffentlichte er mehrere Romane und Kurzgeschichten.

## Ehrungen
- 1969: Verdienstkreuz 1. Klasse der Bundesrepublik Deutschland